# Csabai Attila (táncművész)
Csabai Attila, művésznevén Inid Dragdancer (Bonyhád, 1973. március 27. –) többszörös szakmai díjas  magyar táncművész, koreográfus, drag queen fellépő.

## Életpályája
Évekig a Pécsi Művészeti Középiskola és (Mara) Jazz-modern-balett társulatának tagja, végzősként művészeti ösztöndíjjal Marseille-ben és Rotterdamban tanul (1986–1991). Budapesten a Zákány műhelyben folytatja táncművészeti tanulmányait, ahol balett- és modern tánctechnikákat tanul (1992–1995). A csoporttal négy kortárs darabban dolgozik a Petőfi Csarnokban. 
A gimnázium elvégzése után, Budapesten 1994-ben szerez szakmai képesítést, mint dekoratőr-reklámgrafikus. 1994-től Hollandiában Zwolle, Wies Bloementől Graham- és Rotterdamban Horton-technikát tanul, majd végzett grafikusként színházi díszletek tervezése és kivitelezése, esztétika, dramaturgia, filmtörténet témakörben szerez szakmai képesítést 1997-ben. 7 Mirror Studio Theatre
Münchenben táncol és modern dzsessztréningeket vesz, Pascal Couillaud-tól. 1996-ban alapítja meg saját táncműhelyét. Még ebben az évben részt vesz Ausztriában az International Tanzwochen Wien kurzusain, a Dance Umbrella fesztiválon Londonban kísérleti fizikai és táncszínházi tréningek résztvevője Laban Centre és Belgiumban emeléstechnikát tanul. 1997-ben készíti el első koreográfiáját Megtehetem?! címmel. Táncműhelyével tovább dolgozik azzal a céllal, hogy a kortárs tánc formanyelveit kutatva saját stílust és előadásokat hozzon létre.
A Kompmánia Társulat megalakulása 1997-re nyúlik vissza, amikor is az “Inspiráció 97” 
budapesti, nyilvános koreográfusok és táncosok számára rendezett versenyen való részvétel céljából szerveződött csoport előadása (Miféle másik lénynek?) elnyerte a közönségdíjat, koreográfusa (Csabai Attila) pedig a tánckategória fődíját, egy egyhónapos New York-i ösztöndíjat (The Suitcase Found of Dence Theater Workshop). 1997-től társulatával rendszeres bemutatókat tart, táncosként a Compagnie Pál Frenák társulattal dolgozott, koreográfusként számos hazai színházi előadásban jelenleg is közreműködik. 2003-ban Imre Zoltán koreográfus díjat kap, és felvételt nyer a Színház- és Filmművészeti Egyetem színházi főtanszak koreográfus szakára. 2004-ben részt vesz Wies Bloomen esseni kortárs táncművészek produkciós válogatásán a Pina Bausch Társulat közös produkciójához. Ezzel a projekttel Belgiumban lép fel és az "Odeon" színházzal 2 hónapig Thaiföldön, Bankokban és Kho Samui szigeten dolgozik. 2005-ben a Gundel művészeti díj egyik jelöltje és koreográfusként diplomát szerez.
Jelenleg a CS.A.K. Táncműhely vezetője és saját társulatának koreográfusa, kortárs-táncművésze. 2007-ben alapítja meg az IDLAB (Identity Dance Laboratory) táncműhelyt, amelynek a folyamatos képzésen túl egyik legfontosabb célkitűzése a drag queen előadó-művészeti formanyelv professzionális képzésének megteremtése itthon, és a különlegesen egyedinek számító színpadi megjelenési formák kutatása, bemutatása.

## Díjak
- Imre Zoltán Koreográfus Díj 2003 Budapest
- Gundel művészeti díj jelölés és az év fiatal koreográfus díja 2003 Budapest

## Külső hivatkozások
- Nemzeti Táncszínház.hu